# Israël aux Jeux olympiques d'hiver de 2022
Israël participe aux Jeux olympiques d'hiver de 2022 à Pékin en Chine. Il s'agit de sa 8e participation à des Jeux d'hiver.

## Athlètes engagés
| Sport               | Hommes | Femmes | Total |
| ------------------- | ------ | ------ | ----- |
| Patinage artistique | 2      | 1      | 3     |
| Short-track         | 1      | 0      | 1     |
| Ski alpin           | 1      | 1      | 2     |
| Total               | 4      | 2      | 6     |

## Résultats

### Patinage artistique
| Athlète                         | Épreuve           | Programme court Danse originale | Programme court Danse originale | Programme libre Danse libre | Programme libre Danse libre | Total   | Total   |
| Athlète                         | Épreuve           | Points                          | Rang                            | Points                      | Rang                        | Points  | Rang    |
| ------------------------------- | ----------------- | ------------------------------- | ------------------------------- | --------------------------- | --------------------------- | ------- | ------- |
| Alexei Bychenko                 | Individuel hommes | 68,01                           | 26e                             | Éliminé                     | Éliminé                     | Éliminé | Éliminé |
| Hailey Kops Evgeni Krasnopolski | Couples           | 55,99                           | 15e                             | 97,83                       | 15e                         | 153,82  | 15e     |

### Patinage de vitesse sur piste courte (short-track)
| Athlète           | Épreuve        | Série          | Série       | Quart de Finale | Quart de Finale | Demi-finale    | Demi-finale | Finale Finale B | Finale Finale B |
| Athlète           | Épreuve        | Temps          | Rang        | Temps           | Rang            | Temps          | Rang        | Temps           | Rang            |
| ----------------- | -------------- | -------------- | ----------- | --------------- | --------------- | -------------- | ----------- | --------------- | --------------- |
| Vladislav Bykanov | 500 m hommes   | 40 s 900       | 2e          | 41 s 157        | 3e              | Éliminé        | Éliminé     | Éliminé         | 12e             |
| Vladislav Bykanov | 1 000 m hommes | 1 min 24 s 875 | 4e          | Éliminé         | Éliminé         | Éliminé        | Éliminé     | Éliminé         | 24e             |
| Vladislav Bykanov | 1 500 m hommes | Non disputé    | Non disputé | 2 min 9 s 932   | 4e              | 2 min 13 s 491 | 6e          | Éliminé         | 17e             |

### Ski alpin
| Athlète          | Épreuve      | 1re manche    | 1re manche  | 2e manche     | 2e manche   | Total         | Total |
| Athlète          | Épreuve      | Temps         | Rang        | Temps         | Rang        | Temps         | Rang  |
| ---------------- | ------------ | ------------- | ----------- | ------------- | ----------- | ------------- | ----- |
| Barnabás Szőllős | Slalom       | 56 s 83       | 28e         | 51 s 88       | 23e         | 1 min 14 s 71 | 23e   |
| Barnabás Szőllős | Slalom géant | 1 min 7 s 89  | 28e         | 1 min 10 s 04 | 21e         | 2 min 17 s 93 | 22e   |
| Barnabás Szőllős | Super G      | Non disputé   | Non disputé | Non disputé   | Non disputé | 1 min 24 s 28 | 30e   |
| Barnabás Szőllős | Descente     | Non disputé   | Non disputé | Non disputé   | Non disputé | 1 min 46 s 88 | 20e   |
| Barnabás Szőllős | Combiné      | 1 min 45 s 04 | 11e         | 48 s 14       | 2e          | 2 min 33 s 18 | 6e    |

| Athlète     | Épreuve      | 1re manche   | 1re manche  | 2e manche   | 2e manche   | Finale        | Finale  |
| Athlète     | Épreuve      | Temps        | Rang        | Temps       | Rang        | Temps         | Rang    |
| ----------- | ------------ | ------------ | ----------- | ----------- | ----------- | ------------- | ------- |
| Noa Szőllős | Slalom       | 58 s 21      | 45e         | 59 s 13     | 41e         | 1 min 57 s 34 | 41e     |
| Noa Szőllős | Slalom géant | 1 min 4 s 90 | 42e         | Abandon     | Abandon     | Abandon       | Abandon |
| Noa Szőllős | Super G      | Non disputé  | Non disputé | Non disputé | Non disputé | 1 min 17 s 94 | 34e     |